# Paweł Abramski
Paweł Stanisław Abramski (ur. 20 lutego 1947 w Warszawie) – polski polityk, prawnik i historyk, poseł na Sejm I kadencji, senator IV kadencji.

## Życiorys
Ukończył w 1979 studia na Wydziale Prawa i Administracji Uniwersytetu Warszawskiego. Pracował na kierowniczych stanowiskach w przedsiębiorstwach. W 1980 został członkiem „Solidarności”, był doradcą prawnym związku. W 2015 uzyskał stopień doktora nauk humanistycznych w zakresie historii na Uniwersytecie Warmińsko-Mazurskim w Olsztynie.
W latach 1991–1993 sprawował mandat posła I kadencji, wybranego z listy Kongresu Liberalno-Demokratycznego w okręgu elbląsko-olsztyńskim. Był następnie dyrektorem Polsko-Niemieckiego Centrum Młodzieży w Olsztynie i radnym rady miasta. Należał do Unii Wolności, z której przeszedł w 1997 do Stronnictwa Konserwatywno-Ludowego. Od 1997 do 2001 ponownie zasiadał w parlamencie jako senator IV kadencji, wybrany z ramienia Akcji Wyborczej Solidarność w województwie olsztyńskim. W 2001 bez powodzenia ubiegał się o reelekcję z własnego komitetu.
W lipcu 2005 Sąd Rejonowy w Olsztynie skazał go na karę 3 lat pozbawienia wolności i karę grzywny, uznając byłego senatora za winnego złożenia obietnicy wręczenia łapówki prezydentowi tego miasta. W 2007 Sąd Najwyższy oddalił jego kasację jako bezzasadną. Po 10 latach od wykonania kary wyrok uległ zatarciu.
W wyborach do Sejmu w 2019 otwierał olsztyńską listę Skutecznych (będąc związanym z partią Wolni i Solidarni).
W 2001 wygrał 64 tysiące złotych w teleturnieju Milionerzy. Zwyciężył w jednym z odcinków teleturnieju Jeden z dziesięciu, wygrywał także w teleturniejach Koło Fortuny i Najsłabsze ogniwo.